# Бугринская сельская община
Бугринская сельская община (укр. Бугринська сільська громада) — территориальная община в Ровненском районе Ровненской области Украины.
Административный центр — село Бугрин.
Население составляет 4003 человека. Площадь — 87,2 км².
В соответствии с распоряжением Кабинета Министров Украины от 12 июня 2020 года, в состав общины вошла территория Бугринского и Посягвовского сельских советов упразднённого Гощанского района.

## Населённые пункты
В состав общины входит 12 сёл:
- Бугрин
  - Башино
  - Вильгор
  - Заречное
  - Колесники
  - Новоставцы
  - Угольцы
- Посягвовский старостинский округ:
  - Алексеевка
  - Мятин
  - Посягва
  - Сергеевка
  - Ясное